# Mîrne, Kremenciuk
Mîrne (în ucraineană Мирне) este un sat în comuna Maiborodivka din raionul Kremenciuk, regiunea Poltava, Ucraina.

## Demografie
Componența lingvistică a localității Mîrne
     Ucraineană (88,78%)
     Rusă (10,2%)
     Belarusă (1,02%)
Conform recensământului din 2001, majoritatea populației localității Mîrne era vorbitoare de ucraineană (88,78%), existând în minoritate și vorbitori de rusă (10,2%) și belarusă (1,02%).